# Антикитера
Антикитера је мало грчко острво које се налази између острва Китера и острва Крит. Конкретно, од острва Китере налази се 38 km југоисточно. Укупна површина острва износи око 20 km². У једином мјесту на острву, именом Потамос, живи укупно 36 људи. Ово острво је познато по томе што је 1900. године близу обале острва пронађена римска бродска олупина. Између осталих артефаката пронађен је и очувани сензационални зупчаник, познати „Антикитера механизам“.